# سيرجي فيدال
سيرجي فيدال (بالإسبانية: Sergi Vidal)‏ مواليد 9 أبريل 1981 في بادالونا، إسبانيا، هو لاعب كرة سلة محترف إسباني بدأ مسيرته الاحترافية في سنة 1999 يلعب مع فريق جوفينتوت بادالونا ويحمل الرقم 6.

## فرق لعب لها
- جوفينتوت بادالونا
- ساسكي باسكونيا
- ريال مدريد بالونكيستو
- سان سباستيان غيبوثكوا بي سي
- بالونكيستو مالقا

## روابط خارجية
- سيرجي فيدال على موقع الاتحاد الدولي لكرة السلة (الإنجليزية)
- سيرجي فيدال على موقع الدوري الأوروبي لكرة السلة (الإنجليزية)
- سيرجي فيدال على موقع الدوري الإسباني لكرة السلة (الإسبانية)
- سيرجي فيدال على موقع كرة السلة الأوروبية.كوم (الإنجليزية)
- سيرجي فيدال على موقع DraftExpress.com (الإنجليزية)
- سيرجي فيدال على موقع ريلجم (الإنجليزية)
- سيرجي فيدال على موقع بروبوليرز (الإنجليزية)
- سيرجي فيدال على موقع سبورتس رفرنس (الإنجليزية)